# Abonyi Lajos (állatorvos)
Abonyi Lajos (Földeák, Csanád vármegye, 1900. július 18. – Budapest, 1978. április 10.) állatorvos, kinológus. Az állatorvos-gyógyszerészet, a kisállatorvoslás és a kinológia területének kiemelkedő művelője, Abonyi Sándor zoológus testvére.

## Származása, családja
Hódmezővásárhelyi református hitre áttért zsidó család leszármazottja. Felmenői között számos híres személyiség található. Így Altschul Márk (1799–1892) nagyapja révén, akinek Újházi Cecília volt a felesége, rokonságban állt Újházi Ede színművésszel.
Édesapja Abonyi Ede, korábban Altschul Eduárd(1841–1915), állatorvos, a Návay család birtokának gazdatisztje volt. Apja testvérei közül legnevesebb Altschul Adolf (1838–1921), aki cs. és kir. tengerészeti főtörzsorvosként Rudolf főherceg hajóorvosa volt. Édesanyja Juhász Mária, Juhász Mihály, 1898–1918 között Hódmezővásárhely polgármesterének a leánya.
Testvérei:
- Abonyi Sándor (Földeák, 1881. május 6. – Budapest, 1930. október 21.) biológus, zoológus, főiskolai tanár
- Abonyi Ilona, Hajas Lajosné (Hódmezővásárhely, 1885. szeptember 13.) óvónő
- Abonyi Etelka, Meszlényi Antalné (Hódmezővásárhely, 1887. április 29.)
- Abonyi Erzsébet (Makó, 1889. júl. 17.) polgári leányiskolai tanárnő
- Abonyi Julianna, Biberauer Tivadarné tanítóképző-intézeti tanár (1891 – Budapest, 1973. szeptember 20.)[4]
- Abonyi Mária
- Ifjabb Abonyi Ede (Makó, 1894. szeptember 21. – Budapest, 1936. április 21.) gépészmérnök, MÁV-főmérnök
- Abonyi Dezső, dr. (1898 – Budapest, 1961. november 13.)[5][6] honvéd alezredes.

## Pályafutása
A makói reálgimnáziumban 1918-ban tett érettségije után az Állatorvosi Főiskolára íratkozott be, ahol 1925 februárjában állatorvosi oklevelet szerzett. Húsz évvel idősebb bátyja, Abonyi Sándor ugyanitt – 1924-től már címzetes nyilvános rendkívüli tanárként – tanította az állattant és a szövettant.
Abonyi Lajos Marek József professzor Belorvostani Klinikáján gyakornokként állt munkába, majd az évek során tanársegéd, később adjunktus lett ugyanitt. Párhuzamosan Raitsits Emil közvetlen munkatársaként a Poliklinikán is dolgozott, s vele együtt a Fővárosi Állat- és Növénykertben is ellátott orvosi munkakört, majd 1934-ben átvette tőle a klinika vezetését és utódaként 1934–1964-ig az Állatkert főorvosi állását. Közben, 1929-ben megszerezte az állatorvos-doktori címet. 
1938 és 1949 között a Chinoin Gyógyszer- és Vegyészeti Termékek Gyára állatorvos-szakértője volt, az inzulintermelés irányításában is részt vett, majd munkaköre kiterjedt az organoterápiás termékek gyártásán kívül az állatgyógyászati készítmények termelésének kérdéseire is. 1949-től miniszteri rendeletre megszervezte az országosan forgalomba kerülő állatgyógyászati termékeket ellenőrző Országos Állategészségügyi Intézet Kémiai Osztályát, mely 1950-től Toxikológiai és Gyógyszerellenőrző Osztály néven működött, s ennek 1961-ig vezetője volt. 1961. évi nyugdíjba vonulása után még 16 évig a Chinoin Mezőgazdasági és Állatgyógyászati Fôosztályának munkatársaként dolgozott.
1978. április 11-én hunyt el, április 21-én temették a Farkasréti temetőben, a 7/a parcella 2. sor 31. sírhelyére. Síremlékének felirata: "Dr. ABONYI LAJOS / ARANYDIPLOMÁS ÁLLATORVOS / 1900–1978 / ÉS / CSALÁDJA".

## Munkássága
Raitsits professzorral együttműködve a kisállattenyésztés mellett is elkötelezte magát, a kinológiai szakirodalom megteremtésében, a magyar kutyafajták népszerűsítésében is kiemelkedő volt tevékenysége. 1935-ben ő írta le elsőként a magyar kuvasz sztenderdjét.
A kutya című lap szerkesztőbizottsági tagja és munkatársa, az Állatorvosi Lapok, a Természet, a Búvár állandó szakírója volt.

## Elismerései
- MEOE (Magyar Ebtenyésztők Országos Egyesülete) tagja, majd örökös díszelnöke.
- MEOE babérkoszorús jelvénye.
- Az Állatorvostudományi Egyetem aranyoklevelét 1974-ben vette át.

## Művei (válogatás)
- Urobilin lovak, szarvasmarhák és kutyák vizeletében. Állatorvos-doktori értekezések, Bp., 1929.
- Thallium okozta mérgezés kutyákban és macskákban. Állatorvosi Lapok, 1932. 14.
- Újabb gyógyító eljárások. 1. Kutyák bélcsatornájának átöblítése. Vinkó Istvánnal. 2. Kutyák bélélősködőinek eltávolítása a kutya átöblítése útján. Állatorvosi Lapok, 1934. 9.
- A kutyák galandférgességéről és annak gyógyításáról 100 eset kapcsán. Vajda Tódorral. Állatorvosi Lapok, 1934. 21.
- Amit a kutyáról mindenkinek tudnia kell… Többekkel. Illusztrálta Vezényi Elemér. 8 táblával. (Egészség Könyvtár 31.) Az Országos Közegészségügyi Egyesület kiadványa. Bp., 1937.
- Van-e fehér magyar puli? 1 képpel. A Természet, 1938. 10.
- Gyógyítási kísérletek a magyar szapornyica elleni szérummal. Állatorvosi Lapok, 1939. 9.
- Glyceria aquatica okozta ciánmérgezés szarvasmarhában. Balázs Tiborral és Geörch Ferenccel. Magyar Állatorvosok Lapja, 1951. 8. szám, 238–240. oldal
- Dinitro-orto-krezol okozta mérgezés háziállatokban. Miklovich Miklóssal. Magyar Állatorvosok Lapja, 1956. 8-9. szám, 334–336. oldal
- Az állategészségügy szervezete, intézményei és feladatai. Gyógyszerészet, 1957.
- Szarvasmarhák karbamid-mérgezése. Kovács Jenővel és Miklovich Miklóssal. Magyar Állatorvosok Lapja, 1958. 5. szám, 132–134. oldal
- Kutyakiállítás Budapesten. Élővilág, 1963. 4.
- A mai tacskó. Búvár, 1966. 2. 89–91. oldal
- Emlékeim negyvenéves állatkerti praxisomból. Búvár, 1967. 1. szám, 56–57. oldal